# Esapedone

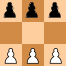
posizione iniziale dell'esapedone

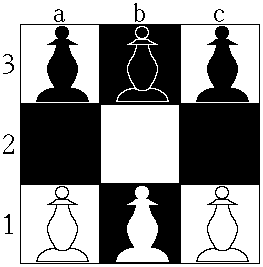
Posizione iniziale

L'esapedone (o esapedina, in inglese hexapawn) è un gioco inventato da Martin Gardner. Il gioco si svolge su una scacchiera {\displaystyle 3\times 3} su cui sono collocati sei pedoni, tre bianchi e tre neri.
Ogni pedone si muove seguendo le regole degli scacchi: può avanzare di una casella o catturare diagonalmente un pezzo avversario. Il gioco si vince raggiungendo la riga di partenza dell'avversario con un proprio pedone, catturando tutti i pedoni avversari, oppure quando l'avversario non può muovere al suo turno perché i propri pedoni sono bloccati; non è possibile la patta.
L'esapedone è un gioco matematicamente risolto: se entrambe le parti giocano al meglio, il secondo giocatore risulta sempre vincitore.